# Суфле з жолудів
Wiiwish, також відома як суфле з жолудів, було одним із основних продуктів харчування корінних американців Каліфорнії в Сполучених Штатах. Жолуді збирали восени до дощу. Щоб зібрати жолуді, корінні американці Каліфорнії розкривали шкаралупу і витягували внутрішню частину жолудя. Потім цю частину жолудя розтирали ступкою і товкачем, поки вона не набувала консистенції, схожої на борошно. Потім цю борошнисту речовину кілька разів промивали водою, поки суфле з жолудів не переставало гірчити (це також вказувало на те, що суфле було безпечним для споживання). Потім це суфле готували у водонепроникному кошику з гарячим камінням і подавали. Каліфорнійські індіанці продовжують їсти wiiwish як традиційно, так і зі змінами. Ці зміни включають використання інших інструментів для подрібнення жолудів, таких як кавомолка та/або додавання цукру чи інших приправ до готового wiiwish.
Шаві — це назва суфле з жолудів, яку щодня їв Кумеяай.